# Protestos anticorrupção na Sérvia (2024–presente)

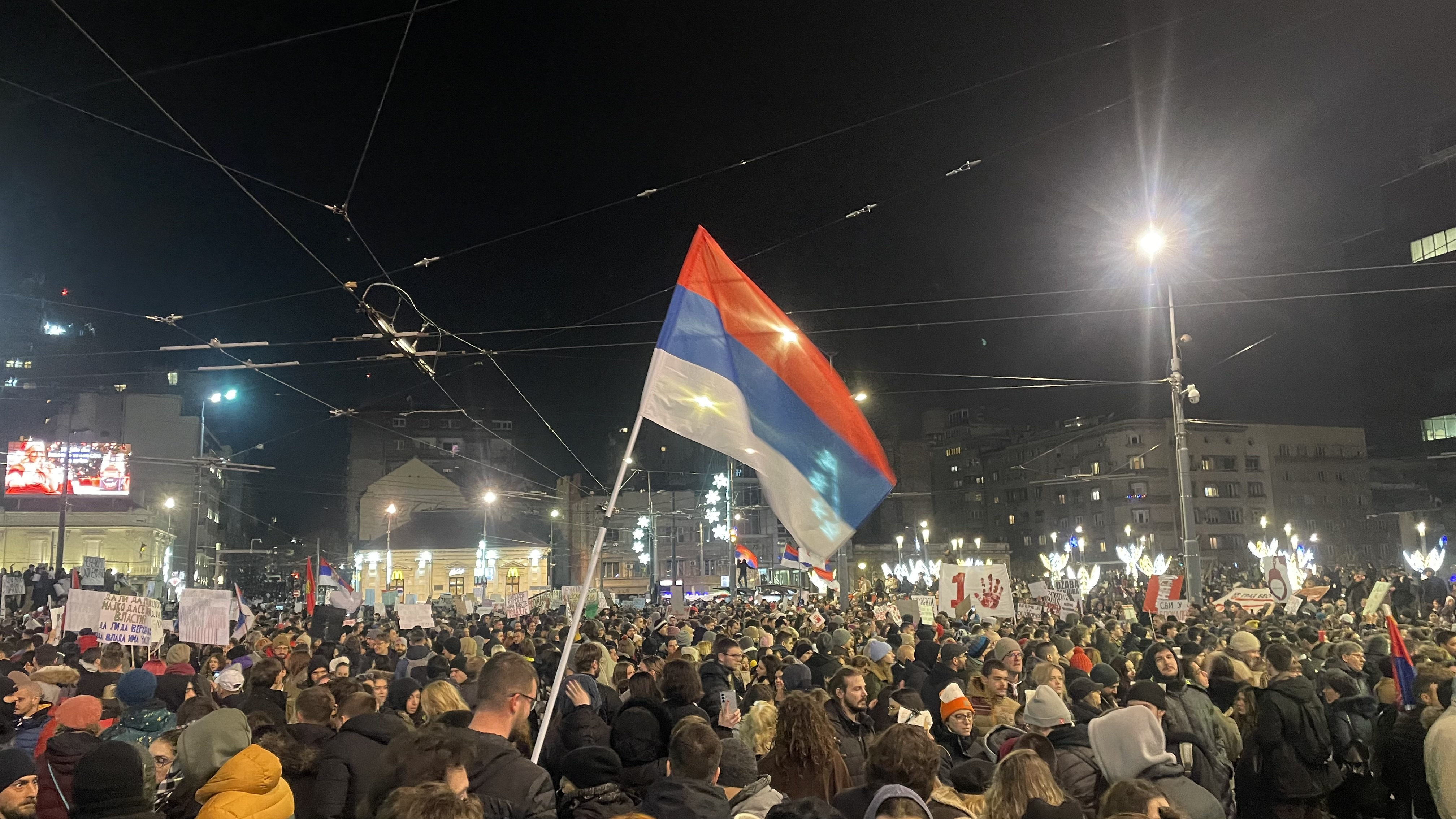
Manifestações de 2024-2025 na Sérvia

Em novembro de 2024, uma série de protestos em massa começou em Novi Sad após o desabamento da cobertura da estação ferroviária da cidade, que deixou 15 mortos e dois gravemente feridos. Desde 9 de março de  2025 , os protestos espalharam-se por 400 cidades e vilas na Sérvia e continuam. Os protestos são liderados por estudantes universitários que exigem responsabilização pelo colapso da cobertura, pedindo justiça expandiram-se para denunciar a corrupção no país e pedir a libertação de ativistas presos, e cada vez mais visavam diretamente o presidente Os manifestantes têm várias reivindicações. Inicialmente, apenas o acidente da estação ferroviária de Novi Sad foi mencionado: a população queria que os contratos e documentos de reforma da estação fossem publicados. Posteriormente, com a escalada da repressão ao movimento, outras reivindicações foram somadas, entre elas a libertação dos jovens ativistas presos e a retirada das acusações contra eles, e a abertura de investigações contra aqueles que cometeram violência contra os manifestantes. Posteriormente, os presentes também reivindicaram um aumento no orçamento do ensino superior.
Os bloqueios de instalações educacionais começaram inicialmente em 22 de novembro na Faculdade de Artes Dramáticas, depois que estudantes foram atacados durante uma homenagem silenciosa às vítimas do incidente de 1º de novembro. Depois da Faculdade de Artes Dramáticas, outras faculdades e escolas secundárias logo surgiram. Além de outras manifestações, os manifestantes realizam diariamente "Sérvia pare" (Servia) bloqueios de trânsito, que são realizados das 11h52, horário em que a cobertura desabou em Novi Sad, até 12h07, para marcar simbolicamente as 15 vidas perdidas no desastre. Também ficariam em silêncio durante aqueles 15 minutos.